# Ferronordic
Ferronordic AB är ett svenskt börsnoterat handelsföretag. Företaget grundades 2010 och är noterat sedan 2017 på Stockholmsbörsen (huvudlistan för medelstora företag). 
Ferronordic är återförsäljare för bland andra Volvo Construction Equipment i Tyskland och eftermarknadspartner för bland andra Volvo Lastvagnar och Renault Trucks.
I slutet av 2022 sålde Ferronordic sin verksamhet i Ryssland för motsvarande 1,3 miljarder kronor.